# Alexander Domínguez
Alexander Domínguez Carabalí (Tachina, Esmeraldas, 5 de junio de 1987) es un futbolista ecuatoriano. Juega como guardameta y su equipo actual es Liga Deportiva Universitaria de la Serie A de Ecuador. Es internacional absoluto con la selección de fútbol de Ecuador desde 2011, del cual también ha desempeñado el rol de capitán.

## Trayectoria

### Liga Deportiva Universitaria
En el 2006 se integra a la plantilla de la Liga Deportiva Universitaria, club en el que en el 2007 mantuvo su arco invicto en más de 20 partidos. También ha ganado la Copa Sudamericana 2009 y las Recopas Sudamericanas 2009 y 2010.
En el 2011 tuvo una destacada participación en la Copa Sudamericana, atajando en la definición por penales contra Libertad de Paraguay, en cuartos de final, y llegando hasta la final, pero perdiéndola contra la Universidad de Chile por 0-1 y 0-3.

### Monterrey
En el 2016 es fichado por el Club de Fútbol Monterrey como refuerzo de cara para el Torneo Apertura 2016 de México. Debutó de titular en el empate contra Puebla correspondiente a la jornada 1 del Apertura 2016.

### Colón
Para el 2017 es cedido a préstamo por un año con el Club Atlético Colón y fue titular todos los partidos y tras su buen desempeño ficharía por Vélez Sarfield.

### Vélez Sarsfield
Al haberse destacado con el Club Atlético Colón. El 25 de junio ficha por el Vélez Sarsfield por los próximos tres años al adquirir la ficha del jugador al Monterrey de México. Debutó con el Fortín en la victoria por 2-0 ante el Newell's por el inicio de la Superliga Argentina 2018-19.

### Cerro Largo
En agosto de 2021 fue anunciado en Cerro Largo de la Primera División de Uruguay en condición de agente libre.

### Deportes Tolima
En enero de 2022 fue contratado por el Deportes Tolima de la Categoría Primera A de Colombia para reforzar el equipo en la presente temporada . Debutaría el 23 de enero como titular en la primera fecha del futbol colombiano en la derrota por la mínima en su visita al Deportivo Independiente Medellín.

### Retorno a Liga
El 15 de julio de 2022 se confirmó su regreso a Liga Deportiva Universitaria por dos años y medio en una transferencia de sus derechos federativos desde el club colombiano Deportes Tolima. Ganó la Copa Sudamericana 2023, donde en la final atajó 3 tiros en la tanda de penales, luego de empatar 1-1 en el tiempo reglamentario y prórroga contra Fortaleza de Brasil, esa misma temporada volvió ser figura en otra tanda de penales, esta vez en la final de la Serie A de Ecuador 2023 ante Independiente del Valle, detuvo dos de los tres penales que llevaron la Liga a ganar la estrella nacional número 12. En septiembre de 2024 extendió su vínculo con el club hasta finales de 2026 y en diciembre de ese año se coronó campeón nuevamente, logrando así el bicampeonato y pasando a ser uno de los jugadores con más títulos en la historia de Liga.

## Selección nacional

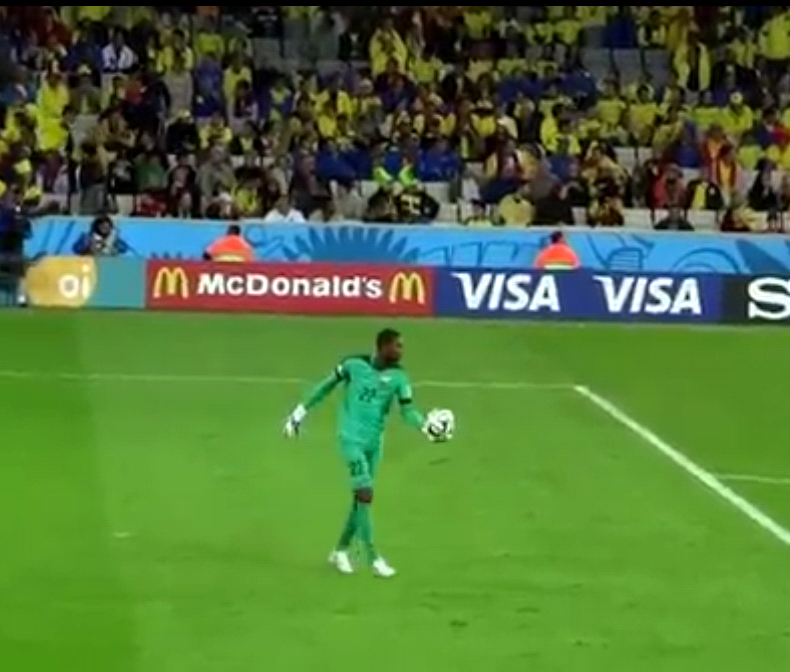
Alexander Domínguez durante la Copa del Mundo 2014

Su primera convocatoria a la selección de Ecuador se dio en el 2010, donde estuvo como suplente en los partidos amistosos contra México y Corea del Sur. 
El 13 de mayo de 2014, el técnico de la selección ecuatoriana, Reinaldo Rueda, incluyó a Domínguez en la lista preliminar de 30 jugadores que representaran a Ecuador en la Copa Mundial de Fútbol de 2014. Fue confirmado en la nómina definitiva de veintitrés jugadores el 2 de junio.
En la Copa Mundial de Fútbol de 2014, Domínguez fue titular en su primer partido en una Copa del Mundo, en donde hubo dudas de su participación, ya que recién estaba saliendo de una lesión. Al final fue tomado en cuenta, no solo para ese encuentro, sino para los otros dos contra las selecciones de Honduras y Francia, en donde en este último fue figura al hacer quedar el arco en cero. El partido terminó en empate 0-0, pero lastimosamente ese resultado no le favoreció a Ecuador, ya que en el otro partido Suiza goleó a Honduras 3-0, terminando Ecuador eliminado en fase de grupos. El 14 de noviembre de 2022 fue incluido en la lista final para la Copa Mundial Catar 2022.
El 29 de mayo de 2024, fue incluido en la lista de 26 futbolistas convocados por Félix Sánchez Bas para su participación en la Copa América 2024.

### Participaciones en Copas Mundiales
| Mundial              | Sede   | Resultado      | Partidos | Goles recibidos |
| -------------------- | ------ | -------------- | -------- | --------------- |
| Copa Mundial de 2014 | Brasil | Fase de grupos | 3        | 3               |
| Copa Mundial de 2022 | Catar  | Fase de grupos | 0        | 0               |

### Participaciones en Copa América
| Copa              | Sede           | Resultado        | Partidos |
| ----------------- | -------------- | ---------------- | -------- |
| Copa América 2011 | Argentina      | Primera fase     | 0        |
| Copa América 2015 | Chile          | Primera fase     | 3        |
| Copa América 2016 | Estados Unidos | Cuartos de final | 3        |
| Copa América 2019 | Brasil         | Primera fase     | 3        |
| Copa América 2021 | Brasil         | Cuartos de final | 0        |
| Copa América 2024 | Estados Unidos | Cuartos de final | 4        |

### Participaciones en eliminatorias
| Eliminatorias      | Sede            | Resultado    | Partidos |
| ------------------ | --------------- | ------------ | -------- |
| Eliminatorias 2014 | América del Sur | Clasificado  | 12       |
| Eliminatorias 2018 | América del Sur | No clasificó | 7        |
| Eliminatorias 2022 | América del Sur | Clasificado  | 10       |
| Eliminatorias 2026 | América del Sur | Clasificado  | 2        |

### Partidos internacionales
Actualizado al último partido jugado el 4 de julio de 2024.
| \| N.° \| Fecha \| Ciudad \| Rival \| Resultado \| Resultado \| Competencia \| \| --- \| ------------------------ \| ---------------- \| -------------- \| ------------ \| --------- \| ------------------------------------ \| \| 1. \| 26 de marzo de 2011 \| Madrid \| Colombia \| 0-2 \| Derrota \| Amistoso \| \| 2. \| 29 de febrero de 2012 \| Guayaquil \| Honduras \| 2-0 \| Victoria \| Amistoso \| \| 3. \| 2 de junio de 2012 \| Buenos Aires \| Argentina \| 0-4 \| Derrota \| Eliminatorias al Mundial Brasil 2014 \| \| 4. \| 10 de junio de 2012 \| Quito \| Colombia \| 1-0 \| Victoria \| Eliminatorias al Mundial Brasil 2014 \| \| 5. \| 15 de agosto de 2012 \| Nueva York \| Chile \| 3-0 \| Victoria \| Amistoso \| \| 6. \| 7 de septiembre de 2012 \| Quito \| Bolivia \| 1-0 \| Victoria \| Eliminatorias al Mundial Brasil 2014 \| \| 7. \| 11 de septiembre de 2012 \| Montevideo \| Uruguay \| 1-1 \| Empate \| Eliminatorias al Mundial Brasil 2014 \| \| 8. \| 12 de octubre de 2012 \| Quito \| Chile \| 3-1 \| Victoria \| Eliminatorias al Mundial Brasil 2014 \| \| 9. \| 16 de octubre de 2012 \| Puerto la Cruz \| Venezuela \| 1-1 \| Empate \| Eliminatorias al Mundial Brasil 2014 \| \| 10. \| 21 de marzo de 2013 \| Quito \| El Salvador \| 5-0 \| Victoria \| Amistoso \| \| 11. \| 26 de marzo de 2013 \| Quito \| Paraguay \| 4-1 \| Victoria \| Eliminatorias al Mundial Brasil 2014 \| \| 12. \| 7 de junio de 2013 \| Lima \| Perú \| 0-1 \| Derrota \| Eliminatorias al Mundial Brasil 2014 \| \| 13. \| 11 de junio de 2013 \| Quito \| Argentina \| 1-1 \| Empate \| Eliminatorias al Mundial Brasil 2014 \| \| 14. \| 10 de septiembre de 2013 \| La Paz \| Bolivia \| 1-1 \| Empate \| Eliminatorias al Mundial Brasil 2014 \| \| 15. \| 11 de octubre de 2013 \| Quito \| Uruguay \| 1-0 \| Victoria \| Eliminatorias al Mundial Brasil 2014 \| \| 16. \| 15 de octubre de 2013 \| Santiago \| Chile \| 1-2 \| Derrota \| Eliminatorias al Mundial Brasil 2014 \| \| 17. \| 15 de noviembre de 2013 \| East Rutherford \| Argentina \| 0-0 \| Empate \| Amistoso \| \| 18. \| 5 de marzo de 2014 \| Londres \| Australia \| 4-3 \| Victoria \| Amistoso \| \| 19. \| 15 de junio de 2014 \| Brasilia \| Suiza \| 1-2 \| Derrota \| Mundial 2014 Brasil \| \| 20. \| 20 de junio de 2014 \| Curitiba \| Honduras \| 2-1 \| Victoria \| Mundial 2014 Brasil \| \| 21. \| 25 de junio de 2014 \| Río de Janeiro \| Francia \| 0-0 \| Empate \| Mundial 2014 Brasil \| \| 22. \| 9 de septiembre de 2014 \| East Rutherford \| Brasil \| 0-1 \| Derrota \| Amistoso \| \| 23. \| 14 de octubre de 2014 \| Harrison \| El Salvador \| 5-1 \| Victoria \| Amistoso \| \| 24. \| 28 de marzo de 2015 \| Los Ángeles \| México \| 0-1 \| Derrota \| Amistoso \| \| 25. \| 31 de marzo de 2015 \| East Rutherford \| Argentina \| 1-2 \| Derrota \| Amistoso \| \| 26. \| 3 de junio de 2015 \| Ciudad de Panamá \| Panamá \| 1-1 \| Empate \| Amistoso \| \| 27. \| 6 de junio de 2015 \| Portoviejo \| Panamá \| 4-0 \| Victoria \| Amistoso \| \| 28. \| 11 de junio de 2015 \| Santiago \| Chile \| 0-2 \| Derrota \| Copa América 2015 \| \| 29. \| 15 de junio de 2015 \| Valparaíso \| Bolivia \| 2-3 \| Derrota \| Copa América 2015 \| \| 30. \| 19 de junio de 2015 \| Rancagua \| México \| 2-1 \| Victoria \| Copa América 2015 \| \| 31. \| 8 de septiembre de 2015 \| Quito \| Honduras \| 2-0 \| Victoria \| Amistoso \| \| 32. \| 8 de octubre de 2015 \| Buenos Aires \| Argentina \| 2-0 \| Victoria \| Eliminatorias al Mundial Rusia 2018 \| \| 33. \| 13 de octubre de 2015 \| Quito \| Bolivia \| 2-0 \| Victoria \| Eliminatorias al Mundial Rusia 2018 \| \| 34. \| 12 de noviembre de 2015 \| Quito \| Uruguay \| 2-1 \| Victoria \| Eliminatorias al Mundial Rusia 2018 \| \| 35. \| 24 de marzo de 2016 \| Quito \| Paraguay \| 2-2 \| Empate \| Eliminatorias al Mundial Rusia 2018 \| \| 36. \| 29 de marzo de 2016 \| Barranquilla \| Colombia \| 1-3 \| Derrota \| Eliminatorias al Mundial Rusia 2018 \| \| 37. \| 25 de mayo de 2016 \| Frisco \| Estados Unidos \| 0-1 \| Derrota \| Amistoso \| \| 38. \| 8 de junio de 2016 \| Glendale \| Perú \| 2-2 \| Empate \| Copa América Centenario \| \| 39. \| 12 de junio de 2016 \| East Rutherford \| Haití \| 4-0 \| Victoria \| Copa América Centenario \| \| 40. \| 16 de junio de 2016 \| Seattle \| Estados Unidos \| 1-2 \| Derrota \| Copa América Centenario \| \| 41. \| 1 de septiembre de 2016 \| Quito \| Brasil \| 0-3 \| Derrota \| Eliminatorias al Mundial Rusia 2018 \| \| 42. \| 6 de septiembre de 2016 \| Lima \| Perú \| 1-2 \| Derrota \| Eliminatorias al Mundial Rusia 2018 \| \| 43. \| 7 de septiembre de 2018 \| Harrison \| Jamaica \| 2-0 \| Victoria \| Amistoso \| \| 44. \| 11 de septiembre de 2018 \| Bridgeview \| Guatemala \| 2-0 \| Victoria \| Amistoso \| \| 45. \| 12 de octubre de 2018 \| Doha \| Catar \| 3-4 \| Derrota \| Amistoso \| \| 46. \| 16 de octubre de 2018 \| Doha \| Omán \| 0-0 \| Empate \| Amistoso \| \| 47. \| 15 de noviembre de 2018 \| Lima \| Perú \| 1-0 \| Victoria \| Amistoso \| \| 48. \| 21 de marzo de 2019 \| Orlando \| Estados Unidos \| 0-1 \| Derrota \| Amistoso \| \| 49. \| 1 de junio de 2019 \| Miami \| Venezuela \| 1-1 \| Empate \| Amistoso \| \| 50. \| 16 de junio de 2019 \| Belo Horizonte \| Uruguay \| 0-4 \| Derrota \| Copa América 2019 \| \| 51. \| 21 de junio de 2019 \| Salvador \| Chile \| 1-2 \| Derrota \| Copa América 2019 \| \| 52. \| 24 de junio de 2019 \| Belo Horizonte \| Japón \| 1-1 \| Empate \| Copa América 2019 \| \| 53. \| 8 de octubre de 2020 \| Buenos Aires \| Argentina \| 0-1 \| Derrota \| Eliminatorias al Mundial Catar 2022 \| \| 54. \| 13 de octubre de 2020 \| Quito \| Uruguay \| 4-2 \| Victoria \| Eliminatorias al Mundial Catar 2022 \| \| 55. \| 12 de noviembre de 2020 \| La Paz \| Bolivia \| 3-2 \| Victoria \| Eliminatorias al Mundial Catar 2022 \| \| 56. \| 17 de noviembre de 2020 \| Quito \| Colombia \| 6-1 \| Victoria \| Eliminatorias al Mundial Catar 2022 \| \| 57. \| 29 de marzo de 2021 \| Sangolquí \| Bolivia \| 2-1 \| Victoria \| Amistoso \| \| 58. \| 4 de junio de 2021 \| Porto Alegre \| Brasil \| 0-2 \| Derrota \| Eliminatorias al Mundial Catar 2022 \| \| 59. \| 8 de junio de 2021 \| Quito \| Perú \| 1-2 \| Derrota \| Eliminatorias al Mundial Catar 2022 \| \| 60. \| 14 de octubre de 2021 \| Barranquilla \| Colombia \| 0-0 \| Empate \| Eliminatorias al Mundial Catar 2022 \| \| 61. \| 11 de noviembre de 2021 \| Quito \| Venezuela \| 1-0 \| Victoria \| Eliminatorias al Mundial Catar 2022 \| \| 62. \| 16 de noviembre de 2021 \| Santiago \| Chile \| 2-0 \| Victoria \| Eliminatorias al Mundial Catar 2022 \| \| 63. \| 27 de enero de 2022 \| Quito \| Brasil \| 1-1 \| Empate \| Eliminatorias al Mundial Catar 2022 \| \| 64. \| 2 de junio de 2022 \| Harrison \| Nigeria \| 1-0 \| Victoria \| Amistoso \| \| 65. \| 5 de junio de 2022 \| Chicago \| México \| 0-0 \| Empate \| Amistoso \| \| 66. \| 11 de junio de 2022 \| Fort Lauderdale \| Cabo Verde \| 1-0 \| Victoria \| Amistoso \| \| 67. \| 23 de septiembre de 2022 \| Murcia \| Arabia Saudita \| 0-0 \| Empate \| Amistoso \| \| 68. \| 12 de noviembre de 2022 \| Madrid \| Irak \| 0-0 \| Empate \| Amistoso \| \| 69. \| 20 de junio de 2023 \| Chester \| Costa Rica \| 3-1 \| Victoria \| Amistoso \| \| 70. \| 16 de noviembre de 2023 \| Maturín \| Venezuela \| 0-0 \| Empate \| Eliminatorias al Mundial 2026 \| \| 71. \| 21 de noviembre de 2023 \| Quito \| Chile \| 1-0 \| Victoria \| Eliminatorias al Mundial 2026 \| \| 72. \| 21 de marzo de 2024 \| Harrison \| Guatemala \| 2-0 \| Victoria \| Amistoso \| \| 73. \| 12 de junio de 2024 \| Chester \| Bolivia \| 3-1 \| Victoria \| Amistoso \| \| 74. \| 16 de junio de 2024 \| East Hartford \| Honduras \| 2-1 \| Victoria \| Amistoso \| \| 75. \| 22 de junio de 2024 \| Santa Clara \| Venezuela \| 1-2 \| Derrota \| Copa América 2024 \| \| 76. \| 26 de junio de 2024 \| Paradise \| Jamaica \| 3-1 \| Victoria \| Copa América 2024 \| \| 77. \| 30 de junio de 2024 \| Glendale \| México \| 0-0 \| Empate \| Copa América 2024 \| \| 78. \| 4 de julio de 2024 \| Houston \| Argentina \| 1-1 (2-4 p.) \| Empate \| Copa América 2024 \| |                          |                  |                |              |           |                                      |
| N.° | Fecha                    | Ciudad           | Rival          | Resultado    | Resultado | Competencia                          |
| 1. | 26 de marzo de 2011      | Madrid           | Colombia       | 0-2          | Derrota   | Amistoso                             |
| 2. | 29 de febrero de 2012    | Guayaquil        | Honduras       | 2-0          | Victoria  | Amistoso                             |
| 3. | 2 de junio de 2012       | Buenos Aires     | Argentina      | 0-4          | Derrota   | Eliminatorias al Mundial Brasil 2014 |
| 4. | 10 de junio de 2012      | Quito            | Colombia       | 1-0          | Victoria  | Eliminatorias al Mundial Brasil 2014 |
| 5. | 15 de agosto de 2012     | Nueva York       | Chile          | 3-0          | Victoria  | Amistoso                             |
| 6. | 7 de septiembre de 2012  | Quito            | Bolivia        | 1-0          | Victoria  | Eliminatorias al Mundial Brasil 2014 |
| 7. | 11 de septiembre de 2012 | Montevideo       | Uruguay        | 1-1          | Empate    | Eliminatorias al Mundial Brasil 2014 |
| 8. | 12 de octubre de 2012    | Quito            | Chile          | 3-1          | Victoria  | Eliminatorias al Mundial Brasil 2014 |
| 9. | 16 de octubre de 2012    | Puerto la Cruz   | Venezuela      | 1-1          | Empate    | Eliminatorias al Mundial Brasil 2014 |
| 10. | 21 de marzo de 2013      | Quito            | El Salvador    | 5-0          | Victoria  | Amistoso                             |
| 11. | 26 de marzo de 2013      | Quito            | Paraguay       | 4-1          | Victoria  | Eliminatorias al Mundial Brasil 2014 |
| 12. | 7 de junio de 2013       | Lima             | Perú           | 0-1          | Derrota   | Eliminatorias al Mundial Brasil 2014 |
| 13. | 11 de junio de 2013      | Quito            | Argentina      | 1-1          | Empate    | Eliminatorias al Mundial Brasil 2014 |
| 14. | 10 de septiembre de 2013 | La Paz           | Bolivia        | 1-1          | Empate    | Eliminatorias al Mundial Brasil 2014 |
| 15. | 11 de octubre de 2013    | Quito            | Uruguay        | 1-0          | Victoria  | Eliminatorias al Mundial Brasil 2014 |
| 16. | 15 de octubre de 2013    | Santiago         | Chile          | 1-2          | Derrota   | Eliminatorias al Mundial Brasil 2014 |
| 17. | 15 de noviembre de 2013  | East Rutherford  | Argentina      | 0-0          | Empate    | Amistoso                             |
| 18. | 5 de marzo de 2014       | Londres          | Australia      | 4-3          | Victoria  | Amistoso                             |
| 19. | 15 de junio de 2014      | Brasilia         | Suiza          | 1-2          | Derrota   | Mundial 2014 Brasil                  |
| 20. | 20 de junio de 2014      | Curitiba         | Honduras       | 2-1          | Victoria  | Mundial 2014 Brasil                  |
| 21. | 25 de junio de 2014      | Río de Janeiro   | Francia        | 0-0          | Empate    | Mundial 2014 Brasil                  |
| 22. | 9 de septiembre de 2014  | East Rutherford  | Brasil         | 0-1          | Derrota   | Amistoso                             |
| 23. | 14 de octubre de 2014    | Harrison         | El Salvador    | 5-1          | Victoria  | Amistoso                             |
| 24. | 28 de marzo de 2015      | Los Ángeles      | México         | 0-1          | Derrota   | Amistoso                             |
| 25. | 31 de marzo de 2015      | East Rutherford  | Argentina      | 1-2          | Derrota   | Amistoso                             |
| 26. | 3 de junio de 2015       | Ciudad de Panamá | Panamá         | 1-1          | Empate    | Amistoso                             |
| 27. | 6 de junio de 2015       | Portoviejo       | Panamá         | 4-0          | Victoria  | Amistoso                             |
| 28. | 11 de junio de 2015      | Santiago         | Chile          | 0-2          | Derrota   | Copa América 2015                    |
| 29. | 15 de junio de 2015      | Valparaíso       | Bolivia        | 2-3          | Derrota   | Copa América 2015                    |
| 30. | 19 de junio de 2015      | Rancagua         | México         | 2-1          | Victoria  | Copa América 2015                    |
| 31. | 8 de septiembre de 2015  | Quito            | Honduras       | 2-0          | Victoria  | Amistoso                             |
| 32. | 8 de octubre de 2015     | Buenos Aires     | Argentina      | 2-0          | Victoria  | Eliminatorias al Mundial Rusia 2018  |
| 33. | 13 de octubre de 2015    | Quito            | Bolivia        | 2-0          | Victoria  | Eliminatorias al Mundial Rusia 2018  |
| 34. | 12 de noviembre de 2015  | Quito            | Uruguay        | 2-1          | Victoria  | Eliminatorias al Mundial Rusia 2018  |
| 35. | 24 de marzo de 2016      | Quito            | Paraguay       | 2-2          | Empate    | Eliminatorias al Mundial Rusia 2018  |
| 36. | 29 de marzo de 2016      | Barranquilla     | Colombia       | 1-3          | Derrota   | Eliminatorias al Mundial Rusia 2018  |
| 37. | 25 de mayo de 2016       | Frisco           | Estados Unidos | 0-1          | Derrota   | Amistoso                             |
| 38. | 8 de junio de 2016       | Glendale         | Perú           | 2-2          | Empate    | Copa América Centenario              |
| 39. | 12 de junio de 2016      | East Rutherford  | Haití          | 4-0          | Victoria  | Copa América Centenario              |
| 40. | 16 de junio de 2016      | Seattle          | Estados Unidos | 1-2          | Derrota   | Copa América Centenario              |
| 41. | 1 de septiembre de 2016  | Quito            | Brasil         | 0-3          | Derrota   | Eliminatorias al Mundial Rusia 2018  |
| 42. | 6 de septiembre de 2016  | Lima             | Perú           | 1-2          | Derrota   | Eliminatorias al Mundial Rusia 2018  |
| 43. | 7 de septiembre de 2018  | Harrison         | Jamaica        | 2-0          | Victoria  | Amistoso                             |
| 44. | 11 de septiembre de 2018 | Bridgeview       | Guatemala      | 2-0          | Victoria  | Amistoso                             |
| 45. | 12 de octubre de 2018    | Doha             | Catar          | 3-4          | Derrota   | Amistoso                             |
| 46. | 16 de octubre de 2018    | Doha             | Omán           | 0-0          | Empate    | Amistoso                             |
| 47. | 15 de noviembre de 2018  | Lima             | Perú           | 1-0          | Victoria  | Amistoso                             |
| 48. | 21 de marzo de 2019      | Orlando          | Estados Unidos | 0-1          | Derrota   | Amistoso                             |
| 49. | 1 de junio de 2019       | Miami            | Venezuela      | 1-1          | Empate    | Amistoso                             |
| 50. | 16 de junio de 2019      | Belo Horizonte   | Uruguay        | 0-4          | Derrota   | Copa América 2019                    |
| 51. | 21 de junio de 2019      | Salvador         | Chile          | 1-2          | Derrota   | Copa América 2019                    |
| 52. | 24 de junio de 2019      | Belo Horizonte   | Japón          | 1-1          | Empate    | Copa América 2019                    |
| 53. | 8 de octubre de 2020     | Buenos Aires     | Argentina      | 0-1          | Derrota   | Eliminatorias al Mundial Catar 2022  |
| 54. | 13 de octubre de 2020    | Quito            | Uruguay        | 4-2          | Victoria  | Eliminatorias al Mundial Catar 2022  |
| 55. | 12 de noviembre de 2020  | La Paz           | Bolivia        | 3-2          | Victoria  | Eliminatorias al Mundial Catar 2022  |
| 56. | 17 de noviembre de 2020  | Quito            | Colombia       | 6-1          | Victoria  | Eliminatorias al Mundial Catar 2022  |
| 57. | 29 de marzo de 2021      | Sangolquí        | Bolivia        | 2-1          | Victoria  | Amistoso                             |
| 58. | 4 de junio de 2021       | Porto Alegre     | Brasil         | 0-2          | Derrota   | Eliminatorias al Mundial Catar 2022  |
| 59. | 8 de junio de 2021       | Quito            | Perú           | 1-2          | Derrota   | Eliminatorias al Mundial Catar 2022  |
| 60. | 14 de octubre de 2021    | Barranquilla     | Colombia       | 0-0          | Empate    | Eliminatorias al Mundial Catar 2022  |
| 61. | 11 de noviembre de 2021  | Quito            | Venezuela      | 1-0          | Victoria  | Eliminatorias al Mundial Catar 2022  |
| 62. | 16 de noviembre de 2021  | Santiago         | Chile          | 2-0          | Victoria  | Eliminatorias al Mundial Catar 2022  |
| 63. | 27 de enero de 2022      | Quito            | Brasil         | 1-1          | Empate    | Eliminatorias al Mundial Catar 2022  |
| 64. | 2 de junio de 2022       | Harrison         | Nigeria        | 1-0          | Victoria  | Amistoso                             |
| 65. | 5 de junio de 2022       | Chicago          | México         | 0-0          | Empate    | Amistoso                             |
| 66. | 11 de junio de 2022      | Fort Lauderdale  | Cabo Verde     | 1-0          | Victoria  | Amistoso                             |
| 67. | 23 de septiembre de 2022 | Murcia           | Arabia Saudita | 0-0          | Empate    | Amistoso                             |
| 68. | 12 de noviembre de 2022  | Madrid           | Irak           | 0-0          | Empate    | Amistoso                             |
| 69. | 20 de junio de 2023      | Chester          | Costa Rica     | 3-1          | Victoria  | Amistoso                             |
| 70. | 16 de noviembre de 2023  | Maturín          | Venezuela      | 0-0          | Empate    | Eliminatorias al Mundial 2026        |
| 71. | 21 de noviembre de 2023  | Quito            | Chile          | 1-0          | Victoria  | Eliminatorias al Mundial 2026        |
| 72. | 21 de marzo de 2024      | Harrison         | Guatemala      | 2-0          | Victoria  | Amistoso                             |
| 73. | 12 de junio de 2024      | Chester          | Bolivia        | 3-1          | Victoria  | Amistoso                             |
| 74. | 16 de junio de 2024      | East Hartford    | Honduras       | 2-1          | Victoria  | Amistoso                             |
| 75. | 22 de junio de 2024      | Santa Clara      | Venezuela      | 1-2          | Derrota   | Copa América 2024                    |
| 76. | 26 de junio de 2024      | Paradise         | Jamaica        | 3-1          | Victoria  | Copa América 2024                    |
| 77. | 30 de junio de 2024      | Glendale         | México         | 0-0          | Empate    | Copa América 2024                    |
| 78. | 4 de julio de 2024       | Houston          | Argentina      | 1-1 (2-4 p.) | Empate    | Copa América 2024                    |

## Estadísticas

### Clubes
Actualizado al último partido jugado el 17 de agosto de 2025.
| Club                                   | Div.          | Temporada     | Liga  | Liga  | Liga  | Copa nacionales | Copa nacionales | Copa nacionales | Copa internacionales | Copa internacionales | Copa internacionales | Total | Total | Total | Total |
| Club                                   | Div.          | Temporada     | Part. | Goles | V. I. | Part.           | Goles           | V. I.           | Part.                | Goles                | V. I.                | Part. | Goles | V. I. | Prom. |
| -------------------------------------- | ------------- | ------------- | ----- | ----- | ----- | --------------- | --------------- | --------------- | -------------------- | -------------------- | -------------------- | ----- | ----- | ----- | ----- |
| Liga Deportiva Universitaria · Ecuador | 1.ª           | 2006          | 1     | —     | —     | Inexistentes    | Inexistentes    | Inexistentes    | —                    | —                    | —                    | 1     | —     | —     | —     |
| Liga Deportiva Universitaria · Ecuador | 1.ª           | 2007          | 19    | —     | —     | Inexistentes    | Inexistentes    | Inexistentes    | —                    | —                    | —                    | 19    | —     | —     | —     |
| Liga Deportiva Universitaria · Ecuador | 1.ª           | 2008          | 14    | —     | —     | Inexistentes    | Inexistentes    | Inexistentes    | —                    | —                    | —                    | 14    | —     | —     | —     |
| Liga Deportiva Universitaria · Ecuador | 1.ª           | 2009          | 24    | 11    | 15    | Inexistentes    | Inexistentes    | Inexistentes    | 14                   | 14                   | 5                    | 38    | 25    | 20    | 0.66  |
| Liga Deportiva Universitaria · Ecuador | 1.ª           | 2010          | 38    | 24    | 19    | Inexistentes    | Inexistentes    | Inexistentes    | 2                    | 3                    | 0                    | 40    | 27    | 19    | 0.68  |
| Liga Deportiva Universitaria · Ecuador | 1.ª           | 2011          | 34    | 26    | 12    | Inexistentes    | Inexistentes    | Inexistentes    | 19                   | 16                   | 9                    | 53    | 42    | 21    | 0.79  |
| Liga Deportiva Universitaria · Ecuador | 1.ª           | 2012          | 45    | 43    | 18    | Inexistentes    | Inexistentes    | Inexistentes    | —                    | —                    | —                    | 45    | 43    | 18    | 0.96  |
| Liga Deportiva Universitaria · Ecuador | 1.ª           | 2013          | 39    | 34    | 13    | Inexistentes    | Inexistentes    | Inexistentes    | 2                    | 1                    | 1                    | 41    | 35    | 14    | 0.85  |
| Liga Deportiva Universitaria · Ecuador | 1.ª           | 2014          | 26    | 29    | 9     | Inexistentes    | Inexistentes    | Inexistentes    | —                    | —                    | —                    | 26    | 29    | 9     | 1.12  |
| Liga Deportiva Universitaria · Ecuador | 1.ª           | 2015          | 39    | 33    | 16    | Inexistentes    | Inexistentes    | Inexistentes    | 6                    | 3                    | 4                    | 45    | 36    | 20    | 0.8   |
| Liga Deportiva Universitaria · Ecuador | 1.ª           | 2016          | 13    | 13    | 3     | Inexistentes    | Inexistentes    | Inexistentes    | 5                    | 11                   | 1                    | 18    | 24    | 4     | 1.33  |
| C. F. Monterrey · México               | 1.ª           | 2016-17       | 9     | 14    | 1     | 7               | 5               | 4               | 3                    | 2                    | 2                    | 19    | 21    | 7     | 1.11  |
| C. F. Monterrey · México               | Total club    | Total club    | 9     | 14    | 1     | 7               | 5               | 4               | 3                    | 2                    | 2                    | 19    | 21    | 7     | 1.11  |
| C. A. Colón Argentina                  | 1.ª           | 2017-18       | 27    | 22    | 12    | 0               | 0               | 0               | 2                    | 0                    | 2                    | 29    | 22    | 14    | 0.76  |
| C. A. Colón Argentina                  | Total club    | Total club    | 27    | 22    | 12    | 0               | 0               | 0               | 2                    | 0                    | 2                    | 29    | 22    | 14    | 0.76  |
| C. A. Vélez Sarsfield Argentina        | 1.ª           | 2018-19       | 12    | 13    | 6     | 0               | 0               | 0               | 0                    | 0                    | 0                    | 12    | 13    | 6     | 1.08  |
| C. A. Vélez Sarsfield Argentina        | 1.ª           | 2019-20       | 4     | 0     | 4     | 1               | 0               | 0               | 2                    | 2                    | 1                    | 7     | 2     | 5     | 0.29  |
| C. A. Vélez Sarsfield Argentina        | 1.ª           | 2020-21       | 2     | 3     | 0     | 1               | 1               | 0               | 3                    | 3                    | 1                    | 6     | 7     | 1     | 1.17  |
| C. A. Vélez Sarsfield Argentina        | 1.ª           | 2021          | 4     | 1     | 3     | 0               | 0               | 0               | 0                    | 0                    | 0                    | 4     | 1     | 3     | 0.25  |
| C. A. Vélez Sarsfield Argentina        | Total club    | Total club    | 22    | 17    | 13    | 2               | 1               | 0               | 5                    | 5                    | 2                    | 29    | 23    | 15    | 0.79  |
| Cerro Largo F. C. · Uruguay            | 1.ª           | 2021          | 12    | 8     | 5     | Inexistentes    | Inexistentes    | Inexistentes    | Inexistentes         | Inexistentes         | Inexistentes         | 12    | 8     | 5     | 0.67  |
| Cerro Largo F. C. · Uruguay            | Total club    | Total club    | 12    | 8     | 5     | 0               | 0               | 0               | 0                    | 0                    | 0                    | 12    | 8     | 5     | 0.67  |
| Deportes Tolima · Colombia             | 1.ª           | 2022          | 9     | 8     | 4     | 2               | 3               | 0               | 7                    | 10                   | 1                    | 18    | 21    | 5     | 1.17  |
| Deportes Tolima · Colombia             | Total club    | Total club    | 9     | 8     | 4     | 2               | 3               | 0               | 7                    | 10                   | 1                    | 18    | 21    | 5     | 1.17  |
| Liga Deportiva Universitaria · Ecuador | 1.ª           | 2022          | 13    | 16    | 5     | —               | —               | —               | —                    | —                    | —                    | 13    | 16    | 5     | 1.23  |
| Liga Deportiva Universitaria · Ecuador | 1.ª           | 2023          | 27    | 16    | 14    | 0               | 0               | 0               | 14                   | 8                    | 8                    | 41    | 24    | 22    | 0.59  |
| Liga Deportiva Universitaria · Ecuador | 1.ª           | 2024          | 30    | 31    | 10    | 2               | 0               | 2               | 10                   | 11                   | 4                    | 42    | 42    | 16    | 1     |
| Liga Deportiva Universitaria · Ecuador | 1.ª           | 2025          | 16    | 14    | 6     | 2               | 1               | 1               | 0                    | 0                    | 0                    | 18    | 15    | 7     | 0.83  |
| Liga Deportiva Universitaria · Ecuador | Total club    | Total club    | 378   | 290   | 140   | 4               | 1               | 3               | 72                   | 67                   | 32                   | 454   | 358   | 175   | 0.79  |
| Total carrera                          | Total carrera | Total carrera | 457   | 359   | 175   | 15              | 10              | 7               | 89                   | 84                   | 39                   | 561   | 453   | 221   | 0.81  |
| 1. 2. 1.                               |               |               |       |       |       |                 |                 |                 |                      |                      |                      |       |       |       |       |

## Palmarés

### Campeonatos nacionales
| Título                | Club                         | Año  |
| --------------------- | ---------------------------- | ---- |
| Serie A de Ecuador    | Liga Deportiva Universitaria | 2007 |
| Serie A de Ecuador    | Liga Deportiva Universitaria | 2010 |
| Superliga de Colombia | Deportes Tolima              | 2022 |
| Serie A de Ecuador    | Liga Deportiva Universitaria | 2023 |
| Serie A de Ecuador    | Liga Deportiva Universitaria | 2024 |
| Supercopa de Ecuador  | Liga Deportiva Universitaria | 2025 |

### Campeonatos internacionales
| Título              | Club                         | Año  |
| ------------------- | ---------------------------- | ---- |
| Recopa Sudamericana | Liga Deportiva Universitaria | 2009 |
| Copa Sudamericana   | Liga Deportiva Universitaria | 2009 |
| Recopa Sudamericana | Liga Deportiva Universitaria | 2010 |
| Copa Sudamericana   | Liga Deportiva Universitaria | 2023 |

### Distinciones individuales
| Distinción                                                                                    | Año  |
| --------------------------------------------------------------------------------------------- | ---- |
| Incluido en el once ideal de la Serie A otorgado por AFE                                      | 2014 |
| Elegido Man of the Match de la Copa Mundial de la FIFA 2014 en el partido Francia vs. Ecuador | 2014 |
| Incluido en el once ideal de la Serie A otorgado por AFE                                      | 2015 |
| Parte del Equipo Ideal de la Copa Sudamericana                                                | 2023 |
| Incluido en el once ideal de la LigaPro Serie A                                               | 2023 |
| Mejor portero de la LigaPro Serie A                                                           | 2023 |
| El PRO (Mejor jugador de la temporada de la Serie A de Ecuador)                               | 2023 |
| Mejor portero de la LigaPro Serie A                                                           | 2024 |
| Incluido en el once ideal de la LigaPro Serie A                                               | 2024 |

## Polémica de nacionalidad
Durante el 2007 hubo una polémica sobre si era de nacionalidad colombiana. El arquero fue suspendido dos años, pero, con apelación, se redujo la sanción a seis meses, tiempo en el que se corrigió su documentación, reconociéndose su nacionalidad ecuatoriana.